# Alemão (voleibolista)
 Alexander Szot Marczewski (Mauá, 7 de junho de 1988) é um voleibolista indoor brasileiro,  atuante na posição de  Oposto, canhoto,com marca de alcance de 345 cm no ataque e 335 cm no bloqueio,  que conquistou a medalha de ouro pela Seleção Brasileira Militar na Copa Pan-Americana de 2011 no Canadá, nos Jogos Mundiais Militares de 2011 no Brasil e nos Jogos Mundiais Militares em 2015 na Coreia do Sul e também na edição do Campeonato Mundial Militar de 2014 no Brasil. Em clubes conquistou a medalha de ouro no Campeonato Sul-Americano de Clubes de 2012 no Chile e o campeonato Superliga de 2011/12.

## Carreira
De origem polonesa, Alemão nasceu no ABC Paulista, mas parte de sua infância deu-se no Estado de Minas Gerais, onde seus pais residem na cidade de Três Corações. Revelado pelo Umuara ma/Três Corações, representou em 2006 a Seleção Mineira no Campeonato Brasileiro de Seleções, categoria juvenil, no qual conquistou o bronze.
Representou na categoria infanto-juvenil a Seleção Mineira no Campeonato Brasileiro de Seleções de 2005, Divisão especial,  tal competição sediada em Brasília-DF, quando conquistou o título da competição, época que ele estava vinculado ao Umuarama/Três Corações, atuando pelo mesmo conquistou o bronze do Campeonato Mineiro Juvenil de 2007. Defendeu as cores do Universo/Uptime na temporada 2007-08 e disputou a Superliga Brasileira A encerrando na oitava colocação. Na temporada seguinte foi contratado pelo Vôlei Futuro e por esta equipe conquistou o vice-campeonato da Copa São Paulo de 2008, neste mesmo ano obteve o quarto lugar no Campeonato Paulista e o representou na Superliga Brasileira A 2008-09 que após as quartas de final encerrou no sexto lugar.
Jogou na jornada esportiva 2009-10 pelo Santo André e disputou por este a referente Superliga Brasileira A  encerrando em décimo segundo lugar.Retornou ao voleibol mineiro pela equipe do BMG/Montes Claros nas competições do período esportivo 2010-11 conquistando o bronze do Campeonato Mineiro de 2010 .Por essa equipe  disputou a Superliga Brasileira A 2010-11 encerrando na quarta posição na fase classificatória e finalizando após as quartas de final em quinto lugar.
Em 2011 foi convocado para Seleção Brasileira Militar para disputar a Copa Pan-Americana sediada em Gatinau -Canadá, e nesta edição conquistou a medalha de ouro vestindo a camisa#14 e nesse mesmo ano pela seleção militar representou a Seleção Brasileira Militar na edição dos Jogos Mundiais Militares realizados no Rio de Janeiro-Brasil  e conquistou a medalha de ouro nesta edição.
Foi anunciado como reforço da equipe do Sada Cruzeiro para as disputas do período 2011-12 conquistando em 2011 o Campeonato Mineiro, o título do Torneio Internacional UC Irvine e chegou a grande final da Superliga Brasileira A 2011-12, na qual conquista seu primeiro título.
Em 2012 disputou o Campeonato Sul-Americano de Clubes e conquistou o ouro e  a qualificação para o Campeonato Mundial de Clubes e não estava entre os inscritos no Campeonato Mundial de Clubes de 2012.
Disputou pelo Sada Cruzeiro a temporada 2012-13, conquista o tricampeonato  consecutivo do Campeonato Mineiro em 2012  e na Superliga Brasileira A chega a mais uma final consecutivamente, terminando com o vice-campeonato.
No ano de 2013 reforçou o Olympico/Martminas/Uptime na Superliga Brasileira B de 2013 e também na edição da Superliga Brasileira B 2014 pelo e participou da equipe que encerrou nesta edição em oitavo lugar.
Após disputar a Superliga Brasileira B supramencionada, foi anunciado como reforço  da RJX  nos playoffs da Superliga Brasileira A 2013-14 atuando nas quartas de final encerrou no honroso quinto lugar.
Ainda em 2014 foi convocado para Seleção Brasileira de Novos para representar a Seleção Militar mais uma vez e conquistou a medalha de ouro na 33ª edição do Campeonato Mundial Militar deste ano, realizado no Rio de Janeiro.
Alemão foi contratado para temporada 2014-15 pela equipe da UFJF e finalizou na edição da Superliga Brasileira A 201415 na nona colocação.
Em 2015 foi convocado para Seleção Brasileira Militar, com a patente de cabo, vestindo a camisa#10,disputou o Campeonato Mundial Militar na cidade de Mungyeong, na Coreia do Sul, realizado dentro da edição da VI edição dos Jogos Mundiais Militares e conquistou a medalha de ouro.
Foi contratado como novo reforço do clube paranaense: COPEL/Maringá Vôlei para as competições do período esportivo 2015-16, finalizando na décima primeira posição na Superliga Brasileira A 2015-16.Na jornada esportiva 2016-17 transfere-se para o voleibol espanhol, sendo contratado pela equipe Unicaja Almería e sagrou-se vice-campeão da da Superliga Espanhola A e foi o Melhor Oposto da temporada em eficiência.

## Títulos e resultados
- 🥉Superliga Romena: 2021-22
- Superliga Espanhola Aː2016-17[49]
- Superliga Brasileira A:2011-12[24]
- Superliga Brasileira A:2012-13[24]
- Campeonato Mineiro:2011[23][24], 2012[29]
- Campeonato Mineiro:2010[16]
- Torneio Internacional UC Irvine2011[24]
- Campeonato Paulista:2008
- Copa São Paulo:2008[11]
- Campeonato Mineiro Juvenil:2007[8]
- Campeonato Brasileiro de Seleções Infanto-Juvenil:2007[6]
- Campeonato Brasileiro de Seleções Juvenil:2006[4]

## Premiações individuais
- MVP mundial militar Edmonton 2016
- Melhor Oposto da Superliga Espanhola A 2016-17[50]